# Repassez-moi l'standard
Repassez-moi l'standard, est une émission de radio de jazz de France Musique, présentée depuis 2017 par le producteur et animateur de radio Laurent Valero.

## Histoire
Cette émission de radio de référence de France Musique diffuse et repasse tout les dimanches à 19h des standards de jazz dans différentes versions choisies, présentées et commentées par la voix de Laurent Valero (animateur et musicien joueur de violon, d'alto, de flûte à bec, et de bandonéon),.

## Album
- 2024 : Esprit Jazz France Musique, compilation en 5 volumes de 100 titres d'une sélection par Laurent Valero de standards de jazz de France Musique[4].